# Robert Laugier
Robert Laugier est un footballeur français né le 11 avril 1940 à Cannes. Durant sa carrière, il évoluait au poste de milieu de terrain offensif.

## Statistiques
| Saison                | Club                  | Championnat           | Championnat | Championnat | Coupe(s) nationale(s) | Coupe(s) nationale(s) | Total | Total |
| Saison                | Club                  | Division              | M.          | B.          | M.                    | B.                    | M.    | B.    |
| 1959-1960             | AS Cannes             | Division 2            | 18          | 4           | 4                     | 0                     | 22    | 4     |
| 1960-1961             | AS Cannes             | Division 2            | 29          | 7           | 2                     | 0                     | 31    | 7     |
| 1961-1962             | AS Cannes             | Division 2            | 29          | 5           | 3                     | 1                     | 32    | 6     |
| 1962-1963             | AS Cannes             | Division 2            | 30          | 8           | 3                     | 0                     | 33    | 8     |
| 1963-1964             | AS Cannes             | Division 2            | 31          | 4           | 3                     | 0                     | 34    | 4     |
| 1964-1965             | AS Cannes             | Division 2            | 25          | 1           | 1                     | 0                     | 26    | 1     |
| 1965-1966             | AS Cannes             | Division 1            | 30          | 4           | 5                     | 0                     | 35    | 4     |
| 1966-1967             | AS Cannes             | Division 2            | 29          | 6           | 1                     | 0                     | 30    | 6     |
| 1967-1968             | AS Cannes             | Division 2            | 30          | 3           | 1                     | 1                     | 31    | 4     |
| 1968-1969             | AS Cannes             | Division 2            | 34          | 4           | 0                     | 0                     | 34    | 4     |
| 1969-1970             | AS Cannes             | Division 2            | 19          | 1           | 0                     | 0                     | 19    | 1     |
| Sous-total            | Sous-total            | Sous-total            | 304         | 47          | 23                    | 2                     | 327   | 49    |
| Total sur la carrière | Total sur la carrière | Total sur la carrière | 304         | 47          | 23                    | 2                     | 327   | 49    |

## Palmarès
- Troisième de Division 2 lors de la saison 1964-1965 avec l'AS Cannes.